# بزمجه‌واران
بزمجه‌واران (نام علمی: Varanoidea) نام یک بالاخانواده از مارمولک‌های عضو فروراسته مارمولک‌ریختان است و شامل اعضای تیره شناخته‌شده بزمجه‌ایان (شامل بزمجه‌ها) می‌شود. تیره موساسوریان نیز از جمله اعضای نیمه‌آبزی این بالاخانواده بود که به همراه گلمیخ‌پوستان زهرآگینی چون هیولای هیلا و سوسمارهای پوست منجوقی، گروه‌های منقرض شده از بزمجه‌واران را تشکیل می‌دهند.
به گفته کارول، بزمجه‌واران پیشرفته‌ترین و موفق‌ترین مارمولک‌هایی بودند که به اندازه‌های بزرگ رسیدند و در عین حال زندگی مهاجم‌گونه خود را نیز حفظ کردند. بعضی آرایه‌هایی چون هیولای گیلا دارای استخوان‌پوست‌های محافظ بدن بودند، و آرواره بعضی دیگر گونه‌ها نیز مفصل‌دار بود و امکان این را بدان‌ها می‌داد تا آرواره‌های خود را در هنگام تغذیه از جای اصلی خود در سر بیرون بیاورند و فضای بیشتری برای بلعیدن به دست آورند.